# Blason
Blason nebo blazon (z francouzského „blason“ znamenající erb, znak, ale i heraldika) je formální slovní popis znaku (erbu) odbornou heraldickou terminologií. Může být použit také pro popis pečetí, praporů atd. Blason má být stručný a výstižný, zároveň však dostatečně jednoznačný, aby podle něj bylo možné znak nakreslit i bez obrazové předlohy. Při popisu se v rámci zjednodušování nepoužívají (nebo jen výjimečně používají) slovesa.

## Pravidla při popisování
- Popis erbu či znaku vychází vždy z pohledu štítonoše a jeho pravé ruky, takže např. pravé pole je tedy z pohledu pozorovatele vlevo.
- Erb se blasonuje podle stanovených priorit, z pohledu nositele zprava a shora (takže z pohledu pozorovatele zleva a shora).
- Nejprve se popisuje tinktura pole štítu, nebo jeho dělení heroldskou figurou a jeho tinktury (např. v černém štítě zlatá růže nebo červeno-modře šikmo dělený štít pro erb bez obecných figur)
- Následuje tinktura a označení hlavní obecné figury (např. v červeno-modře polceném štítě stříbrná lilie).
- Poté se popíšou ostatní obecné figury.
- Obsahuje-li (hlavní) štít (vnitřní) štítky, popisují se v pořadí srdeční štítek, čestný štítek, pupeční štítek a štít.
- Jsou-li některá pole stejná (opakují se), popisují se společně (např. červeno-modře čtvrcený štít, v prvním a čtvrtém poli český lev, ve druhém a třetím poli moravská orlice)

## Příklad blasonování

znak města Planá

Historický znak města Planá: V červeném štítě kvádrovaná hradba, prolomená bránou s otevřenými dřevěnými vraty přirozené barvy na zlatých závěsech, se stříbrným zámkem a s černou vytaženou mříží. Za bránou zeď prolomená černým klenutým vchodem. Z hradby vynikají dvě čtyřhranné věže s červenou stanovou střechou, každá věž se sedmi černými okny, jedním malým čtvercovým ve štítě a šesti většími obloukovými (4, 2). Hradba a věže jsou přirozené barvy světlého a zeď za bránou tmavého kamene. Mezi věžemi z cimbuří vyrůstá stříbrný hrot s červeným kruhem, provázený nahoře dvěma stříbrnými kruhy. Na štítě korunovaná turnajská přílba s červeno-stříbrnými přikryvadly, klenotem mezi otevřenými křídly, pravým děleným stříbrno-červeně a levým opačně, červený hrot se stříbrným kruhem, provázený nahoře dvěma červenými kruhy.